# Bernay-Saint-Martin

Bernay-Saint-Martin este o comună în departamentul Charente-Maritime, Franța. În 1 ianuarie 2022 avea o populație de 761 de locuitori.